# Двадесет и четвърта династия на Древен Египет
24-та династия е включена заедно с 21-вата, 22, 23 и 25-а династии в групата Трети преходен период на Древен Египет.
24-та династия управлява между 727 и 716 пр.н.е.

## Фараониот 24-та династия
- Тефнахт I (Shepsesre Tefnakht, на гр. Tnephachthos), 727 – 720 пр.н.е.
- Бакенранеф (Бокхорис) 720 – 716 пр.н.е., вторият фараон и последен от династията.